# Ventidius Cumanus

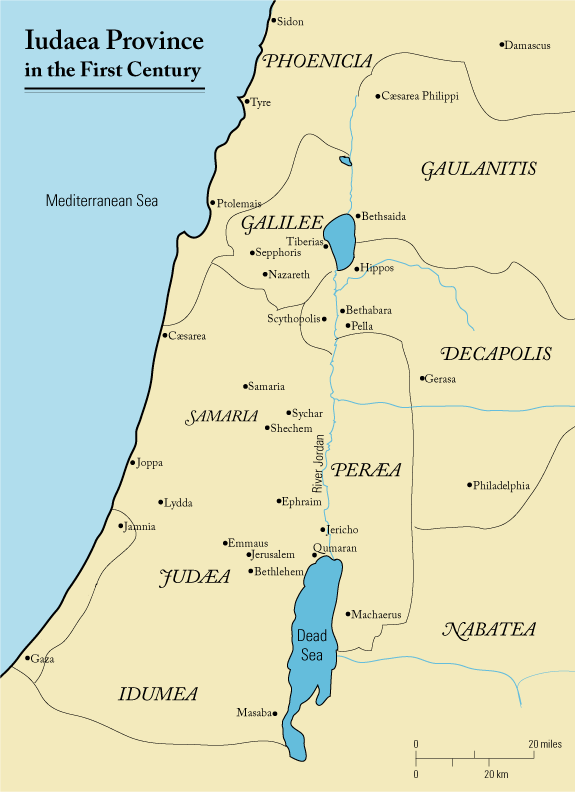
Die Provinz Judäa im 1. Jahrhundert n. Chr.

Ventidius Cumanus war ein römischer Ritter, der von 48 bis 52 n. Chr. die Befehlsgewalt in Judäa innehatte.
Umstritten ist, ob Cumanus als praefectus noch dem Statthalter von Syrien unterstellt war, oder ob er Präsidialprokurator war. Unter seiner Führung kam es zu zahlreichen Auseinandersetzungen mit jüdischen Gruppen. Vor allem brach 51 die alte Feindschaft zwischen Juden und Samaritanern wieder aus. Galiläische Pilger, die nach Jerusalem zogen, nahmen ihren Weg durch Samaria. Dieser Pilgerzug wurde von den Bewohnern eines Dorfes überfallen, wobei viele der Reisenden umkamen. Daraufhin forderten die Galiläer von Cumanus, das Verbrechen an ihren Landsleuten zu bestrafen. Cumanus hingegen ließ sich von den Samaritanern bestechen und ignorierte die Klagen der Galiläer. Die Galiläer riefen daraufhin das jüdische Volk zu den Waffen. Gemeinsam zerstörten sie einige Dörfer. Cumanus stellte sich mit zahlreichen Soldaten und bewaffneten Samaritanern den Juden entgegen. Die Samaritaner hingegen beklagten sich wegen der Zerstörung ihrer Dörfer beim Statthalter von Syrien, Gaius Ummidius Durmius Quadratus, dieser verwies die vornehmsten Juden und Samaritaner als auch Cumanus, mit ihrer Sache in Rom vor Kaiser Claudius zu verhandeln. Claudius erkannte, dass die Samaritaner für den Konflikt verantwortlich waren. Cumanus wurde in die Verbannung geschickt, sein Tribun Celer den Juden ausgeliefert, gefoltert und enthauptet. Als Nachfolger in Judäa wurde Marcus Antonius Felix ernannt.